# コルビー・ルイス
コルビー・プレストン・ルイス（Colby Preston Lewis, 1979年8月2日 - ）は、アメリカ合衆国カリフォルニア州カーン郡ベーカーズフィールド出身の元プロ野球選手（投手）。愛称はコブラ(Cobra)。

## 経歴

### プロ入りとレンジャーズ時代
1999年のMLBドラフト1巡目追補（全体38位）でテキサス・レンジャーズから指名され、プロ入り。
2002年4月1日にメジャーデビュー。
2003年は開幕3連勝を挙げるも、その後防御率が8点台にまで急落しマイナー落ちとなる。その後はメジャーに復帰しシーズン終盤に4連勝。最終的に防御率7.30と不安定な投球ながら10勝9敗を挙げた。
2004年は4月に肩を故障し手術を受ける。

### タイガース時代
2004年オフにウェイバーでデトロイト・タイガースへ移籍した。
2005年は全休する。
2006年は傘下のAAA級トレド・マッドヘンズで24試合の登板で6勝7敗、防御率3.96、WHIP1.28の成績を残す。8月23日のシカゴ・ホワイトソックス戦で2年ぶりのメジャー登板を果たし、メジャーでは翌日の試合と合わせて2試合の登板に終わる。

### アスレチックス時代
2007年はワシントン・ナショナルズとマイナー契約を結んでスプリングトレーニングに招待選手として参加するが、3月20日にFAとなった。24日にオークランド・アスレチックスとマイナー契約。5月22日にメジャーに昇格したが、同日先発したシカゴ・ホワイトソックス戦で3回1/3を投げ12安打10失点と打ち込まれ、以降はリリーフとして起用されるが、前半戦終了後にマイナーへ降格。傘下のAAA級サクラメント・リバーキャッツでは15試合の登板で8勝3敗・防御率1.88・WHIP0.97の成績を残し、9月にメジャー再昇格。メジャーでは主にリリーフで26試合に登板して0勝2敗・防御率6.45・WHIP1.54だった。オフに一旦カンザスシティ・ロイヤルズと契約する。

### 広島時代
2007年オフに広島東洋カープと契約。契約には「国内球団移籍禁止」の条項が盛り込まれていた（MLB移籍には制限無し）。
2008年はオープン戦で「モーションの静止が短い」と言う理由でボークを取られる場面が何度もあり、初登板の中日ドラゴンズ戦では、4イニングで3ボークを記録。しかしその後ボークを取られることはなく、5月には6試合に登板し、4勝1敗で防御率1.60、WHIP0.82の好成績で月間MVPに選ばれた。6月15日の埼玉西武ライオンズ戦でリーグトップの10勝目をマークし、オールスターゲームの選手間投票で選出されるが、前半戦のみで規定投球回到達直前まで投げ抜く活躍により体の疲労、肘の炎症などを併発し7月中旬にチームを離脱。選手間投票で選出されたオールスターで先発投手が予定されていたこともあり「名誉なこと。1イニングでも投げたい」と出場を熱望していたが、オールスターゲームを辞退となった。8月20日にようやく先発ローテーションに復帰した。最終的にチームトップの15勝、リーグ2位の防御率2.680、同1位のWHIP1.00を記録した。なお、最優秀防御率の石川雅規とはわずか0.003差で、最終登板試合で打ち込まれるまでは2.3台だった。また最多奪三振のタイトルを獲得し、前年ドジャースに移籍した黒田博樹に代わる先発投手陣の大黒柱として大活躍した。26試合の先発登板中、5回を持たずに降板した試合はわずか2試合とチーム随一の安定感を見せ中4日での登板もいとわず勝ち星を重ねた。ちなみに与四球27は規定投球回に達した投手では両リーグ通じて最少である。NPB 1年目からファンの信頼も厚く、「神様、仏様、ルイス様」と呼ばれた。
2009年は開幕投手として4月3日の読売ジャイアンツ戦に登板し、広島の外国人投手としては1999年のネイサン・ミンチー以来の開幕投手となった。4月中盤に顔面麻痺で戦線離脱するものの、すぐに復帰。前年辞退したオールスターゲームには監督推薦で選出され、地元広島での第2戦に登板した。9月30日の横浜ベイスターズ戦では自身がバントを失敗した直後、ベンチでヘルメットを地面に叩きつけてアンディ・フィリップスの顔面を負傷させた。前年に比べるとやや好不調の波が激しく、好投することもあれば大量失点を喫することもあったため勝ち星や防御率はやや下げたが、最終的に広島の外国人投手では初めての2年連続二桁勝利となる11勝、防御率2点台を記録し、2年連続で最多奪三振のタイトルを獲得。与四球も2年続けて規定投球回到達者中最少（19個）だった。また2本の場外弾を含む3本塁打を放ち、打撃でもインパクトを残した。WHIPは先発投手としては優秀な0.99と1を切り、また運や味方の守備力に左右されない評価指標DIPSは2.53でリーグ1位であり、同じくK/BBでは驚異的な9.79を残すなど、勝敗や防御率以上に投球内容が良かった。これらの活躍から翌シーズンに向けての契約交渉が進められていたが、家族の健康を理由にアメリカに戻ってプレーしたいという本人からの申し出がなされ、12月14日に一転して退団することが発表された。この時は詳しい説明がされなかったが、翌年2月にESPNの取材に対して、ジェニー夫人が甲状腺の病気であるバセドウ病を患っていること、加えて新たな子どもが欲しいと考えていることも明かした。

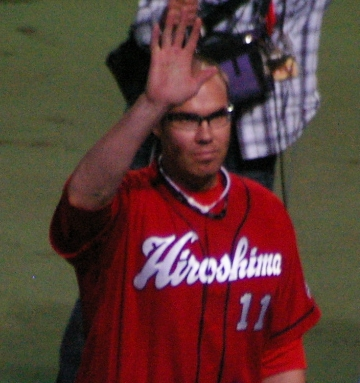
広島時代（2009年）

退団時、日本の野球についてルイスは「私は広島のファンが大好きだった。新幹線での移動も快適だったね。一番長い移動でも、東京までの4時間だった。あと、先発投手はチームに帯同する必要はないんだ。まるでクレメンスのスケジュールみたいだったね」と述懐した。ただし「言葉の壁から逃れることは嬉しい。一度も日本語教室に通ったことはない。食事のオーダーやタクシーに乗ることに問題はなかったが、3人のアメリカ人選手としか話すことができず、寂しかった」と語り、コミュニケーションに悩み、心細かったことも告白した。
『ベースボールマガジン』2011年1月号にはルイスの独占インタビューが掲載されているが、本人は日本球界入りした際の気持ちを「こっち(アメリカ本国)では終わった選手の扱いだったから、まだ自分には仕事があることがありがたかった」と明かしている。また根気よく使ってもらえる環境であったことにも触れ、日本の投手の制球力の良さに引っ張られて自分も成長したと語った。最後に「広島カープでの2年間がなければ今のコルビー・ルイスはない」とメジャー復帰のきっかけとなった日本に感謝を示している。

### レンジャーズ復帰
2010年1月19日に2年500万ドル（3年目は球団オプション）で古巣のレンジャーズと契約。4月9日のシアトル・マリナーズ戦で6年ぶりにメジャーでの先発登板を果たし、7回5安打4四死球ながらも1失点にまとめ、6年ぶりとなるメジャーでの勝利を挙げる。その後2試合もそれぞれ10奪三振をマークする好投で開幕3連勝を挙げる。6月には2勝0敗、防御率1.80の他、13日のミルウォーキー・ブルワーズ戦で2安打2打点の活躍をし週間最優秀選手に選ばれ7月まで好調を続けるが、7月16日のボストン・レッドソックス戦で9勝目を挙げて以来7連敗を喫し、その間の防御率も5.07と絶不調に陥る。しかし9月9日のトロント・ブルージェイズ戦で6回1/3を5安打1失点に抑え連敗をストップ。チーム最終戦となるロサンゼルス・エンゼルス・オブ・アナハイム戦では4回に松井秀喜から2点本塁打を浴び勝敗はつかなかったものの、初の200投球回に到達。12勝13敗、防御率3.72、リーグ7位の196奪三振、同9位のWHIP1.19、同5位の奪三振率8.78でレギュラーシーズンを終えた。 
ポストシーズンではリーグ最多の3勝に加えマット・ガーザに次ぐリーグ2位の防御率1.71と好投。ニューヨーク・ヤンキース戦では第2戦、第6戦と地元テキサスで先発登板していずれも勝ち投手となった。特に2勝目はレンジャーズ創立50年目にして初のリーグ優勝のかかった試合で8回1失点に抑えての勝利であったため、ファンからはルイスコールが連呼された。
2011年は夫人の出産に立ち会うため、この年から新設された育休リストにMLB全選手で初めて適用された。4月は2勝3敗、防御率5.70、WHIP1.36を喫したが、5月は2勝2敗、防御率2.43、WHIP1.05と復調し、5月16日のシカゴ・ホワイトソックス戦ではメジャー初完封を記録。しかし、6月は3勝2敗、防御率5.18、WHIP1.33と調子を落とし、18試合の登板で8勝7敗。防御率4.38、WHIP1.23の成績で前半戦を折り返す。7月は防御率3.09、WHIP1.02と好投を見せたが、8月から再び調子を落とし、後半戦は14試合の登板で6勝3敗、防御率4.43、WHIP1.17を記録。シーズンを通しては2年連続での200投球回に到達したが、リーグ最多の35被本塁打を浴びた。

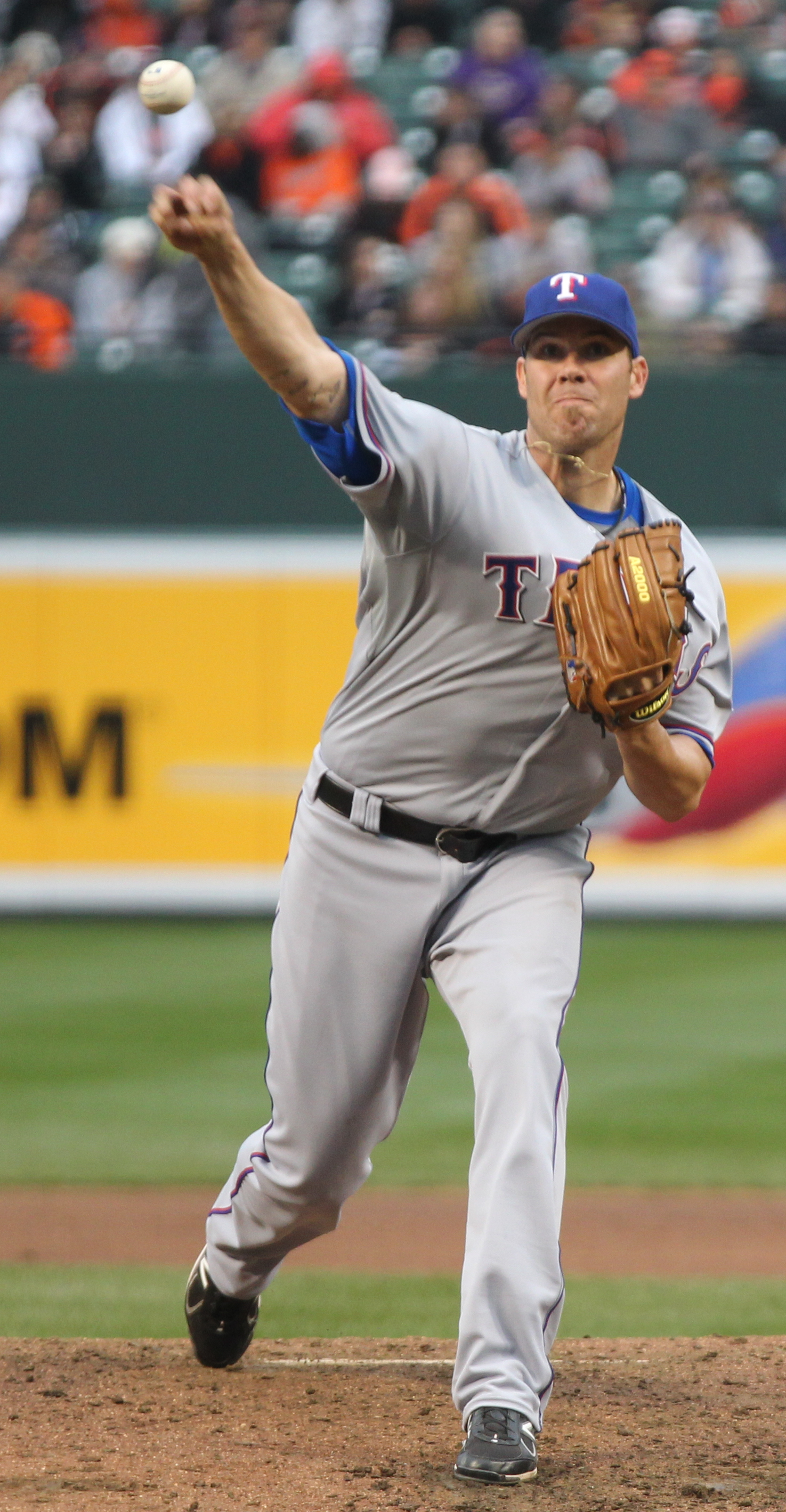
レンジャーズ時代(2011年)

ポストシーズンではタンパベイ・レイズとのディビジョンシリーズ第3戦で勝利投手となるが、デトロイト・タイガースとのリーグチャンピオンシップシリーズ第3戦では5回2/3を4失点で敗戦。セントルイス・カージナルスとのワールドシリーズでは第3戦と第6戦に先発し計12回を自責点3に抑えたが、チームは第7戦で敗退。10月31日には球団が年俸325万ドルのオプションを行使して契約を延長した。
2012年7月に右肘腱断裂が判明し、右肘屈筋腱の修復手術を受け残りのシーズンを欠場。
2013年は8月に股関節の手術を受けたこともあり、メジャー登板はなかった。シーズン終了後、レンジャーズとマイナー契約を結んだ。
2014年4月13日にレンジャーズとメジャー契約を結んだ。7月30日のニューヨーク・ヤンキース戦では、同じく元広島の黒田と投げ合い、7回2失点で勝利を挙げた。復帰1年目の同年は、先発ローテーション通り29試合に登板し、規定投球回に到達。10勝を挙げたが、防御率5.18・リーグワーストの14敗を喫するなど不振面が目立ち、故障前ほどの活躍はならなかった。
2015年は、エース格として33試合に登板し、チームの投手陣トップ且つチーム唯一の200.0イニング以上に投げた。防御率は4.66ながら、FIPは4.17・WHIPは1.24であり、自己最多タイ且つリーグ5位となる17勝を挙げるなど、好成績を残して完全復活を遂げた格好となった。オフの11月2日にFAとなったが、12月18日に1年600万ドルで契約に合意し、2016年1月18日に正式に契約した。
2016年は開幕から6連勝と好調をキープし、6月16日のアスレチックス戦では8回裏まで無安打に抑えていたが、9回裏に先頭のマックス・マンシーからノーヒットノーランを阻止する二塁打を打たれて快挙を逃した（この試合は9回1失点で完投勝ち）。だが、次の登板となった6月21日のシンシナティ・レッズ戦で右の広背筋を痛めて15日間の故障者リスト入り登録され、7月3日になって60日間の故障者リストに移行された。この長期離脱の影響もあってレギュラーシーズンでは19試合の先発登板に留まったが、6勝5敗・防御率3.71・WHIP1.13と、投げれば安定したピッチングが出来る事を示した。オフの11月3日にFAとなった。
2017年はマウンドに上がることはなく引退表明もしていなかったが、2018年1月19日にレンジャーズ・アワード・ディナーにて引退を正式発表した。

### 引退後
2017年11月6日、レンジャーズからGM特別補佐に就任することが発表された。マイナー指導などを担当する予定。

## 選手としての特徴
肩を故障するまでは最速160km/hを誇っていたが、制球に難があり大成し切れなかった。故障後は平均球速約90mph（約145km/h）、最速95mph（約153km/h）の速球（フォーシーム）を投げ込み、キレのいいスライダーとカーブ、チェンジアップを投げ分ける本格派投手となった。日本で「制球力が自分の投球の基本」ということがわかり、打者の打ち取り方を掴んだと言う。
広島時代は打者としても通算で5本塁打を記録（2008年2本塁打・2009年3本塁打）。2009年6月26日にはマツダスタジアムで朝倉健太から推定飛距離150メートルの本塁打を左翼場外に放ち、10月5日には横浜スタジアムで高宮和也から左翼場外に本塁打を放った。

## 人物
父と兄はアメリカのカーレース界の有名人。その影響から車好きである。
いたずら好きでもあり、2008年春季キャンプ中にはチームメイトの山﨑浩司の部屋に大量の氷水を流し込んだこともある。
来日し、広島に到着して移動のために球団通訳の西村公良とともにタクシーへ乗車した際、運転手がカープに入団する新外国人であることに気づいていなかったため、「（2007年オフにMLBへ移籍した）黒田がおらんようになってカープはどうなるんじゃろうか？」と通訳に話しかけたところ、ルイスは「彼は何を心配しているんだ？」と西村に尋ね、「彼（ドライバー）に『私がいるじゃないか』と伝えてくれ」と言ったという。
広島時代について、「日本での生活や日本文化自体は堪能した」と振り返っている。広島の街や球団のファン、日本野球のスタイルも気に入っていた。広島時代は、自宅から球場まで15分かけて自転車通勤をしていたが、長身だったためよく目立ち、ファンから話しかけられたり、写真の撮影を求められたりしていたという。
日米の違いについては文化など外的な違いは感じたが、野球の違いはほとんど感じなかったという。さらに日本のマウンドについては投げれば投げるほど地面が掘れて投げにくかったというが、ボールの違いは感じず、フォームを変えることもしなかったという。

## 詳細情報

### 年度別投手成績
| 年 度     | 球 団     | 登 板 | 先 発 | 完 投 | 完 封 | 無 四 球 | 勝 利 | 敗 戦 | セ 丨 ブ | ホ 丨 ル ド | 勝 率 | 打 者 | 投 球 回 | 被 安 打 | 被 本 塁 打 | 与 四 球 | 敬 遠 | 与 死 球 | 奪 三 振 | 暴 投 | ボ 丨 ク | 失 点 | 自 責 点 | 防 御 率 | W H I P |
| --------- | --------- | ----- | ----- | ----- | ----- | -------- | ----- | ----- | -------- | ----------- | ----- | ----- | -------- | -------- | ----------- | -------- | ----- | -------- | -------- | ----- | -------- | ----- | -------- | -------- | ------- |
| 2002      | TEX       | 15    | 4     | 0     | 0     | 0        | 1     | 3     | 0        | 1           | .250  | 168   | 34.1     | 42       | 4           | 26       | 2     | 2        | 28       | 3     | 1        | 26    | 24       | 6.29     | 1.98    |
| 2003      | TEX       | 26    | 26    | 0     | 0     | 0        | 10    | 9     | 0        | 0           | .526  | 594   | 127.0    | 163      | 23          | 70       | 1     | 5        | 88       | 5     | 0        | 104   | 103      | 7.30     | 1.83    |
| 2004      | TEX       | 3     | 3     | 0     | 0     | 0        | 1     | 1     | 0        | 0           | .500  | 71    | 15.1     | 13       | 1           | 13       | 0     | 1        | 11       | 0     | 0        | 7     | 7        | 4.11     | 1.70    |
| 2006      | DET       | 2     | 0     | 0     | 0     | 0        | 0     | 0     | 0        | 0           | ----  | 18    | 3.0      | 8        | 1           | 1        | 0     | 0        | 5        | 0     | 0        | 1     | 1        | 3.00     | 3.00    |
| 2007      | OAK       | 26    | 1     | 0     | 0     | 0        | 0     | 2     | 0        | 3           | .000  | 170   | 37.2     | 44       | 7           | 14       | 3     | 3        | 23       | 1     | 1        | 28    | 27       | 6.45     | 1.54    |
| 2008      | 広島      | 26    | 26    | 3     | 2     | 1        | 15    | 8     | 0        | 0           | .652  | 702   | 178.0    | 151      | 12          | 27       | 4     | 6        | 183      | 1     | 3        | 56    | 53       | 2.68     | 1.00    |
| 2009      | 広島      | 29    | 28    | 3     | 1     | 2        | 11    | 9     | 0        | 1           | .550  | 715   | 176.1    | 156      | 13          | 19       | 0     | 14       | 186      | 3     | 0        | 68    | 58       | 2.96     | 0.99    |
| 2010      | TEX       | 32    | 32    | 1     | 0     | 1        | 12    | 13    | 0        | 0           | .480  | 844   | 201.0    | 174      | 21          | 65       | 0     | 6        | 196      | 9     | 0        | 90    | 83       | 3.72     | 1.19    |
| 2011      | TEX       | 32    | 32    | 2     | 1     | 0        | 14    | 10    | 0        | 0           | .583  | 839   | 200.1    | 187      | 35          | 56       | 1     | 6        | 169      | 4     | 0        | 103   | 98       | 4.40     | 1.21    |
| 2012      | TEX       | 16    | 16    | 2     | 0     | 1        | 6     | 6     | 0        | 0           | .500  | 427   | 105.0    | 99       | 16          | 14       | 0     | 6        | 93       | 2     | 0        | 48    | 40       | 3.43     | 1.08    |
| 2014      | TEX       | 29    | 29    | 2     | 1     | 0        | 10    | 14    | 0        | 0           | .417  | 762   | 170.1    | 211      | 25          | 48       | 5     | 8        | 133      | 3     | 1        | 107   | 98       | 5.18     | 1.52    |
| 2015      | TEX       | 33    | 33    | 2     | 1     | 0        | 17    | 9     | 0        | 0           | .654  | 861   | 204.2    | 211      | 26          | 42       | 2     | 11       | 142      | 5     | 0        | 114   | 106      | 4.66     | 1.24    |
| 2016      | TEX       | 19    | 19    | 1     | 0     | 0        | 6     | 5     | 0        | 0           | .545  | 472   | 116.1    | 103      | 19          | 28       | 0     | 3        | 73       | 1     | 0        | 53    | 48       | 3.71     | 1.13    |
| MLB：11年 | MLB：11年 | 233   | 195   | 10    | 3     | 2        | 77    | 72    | 0        | 4           | .517  | 5226  | 1215.0   | 1255     | 178         | 377      | 14    | 51       | 961      | 33    | 3        | 681   | 635      | 4.70     | 1.34    |
| NPB：2年  | NPB：2年  | 55    | 54    | 6     | 3     | 3        | 26    | 17    | 0        | 1           | .605  | 1417  | 354.1    | 307      | 25          | 46       | 4     | 20       | 369      | 4     | 3        | 124   | 111      | 2.82     | 1.00    |

- 各年度の太字はリーグ最高

### タイトル
NPB
- 最多奪三振：2回 （2008年、2009年）

### 表彰
- 月間MVP：1回（2008年5月）

### 記録
NPB投手記録
- 初登板・初先発：2008年3月29日、対中日ドラゴンズ2回戦（ナゴヤドーム）、4回4失点で敗戦投手
- 初奪三振：同上、1回裏に荒木雅博から空振り三振
- 初勝利・初先発勝利：2008年4月3日、対阪神タイガース3回戦（広島市民球場）、7回1失点
- 初完投勝利・初完封勝利：2008年5月1日、対読売ジャイアンツ6回戦（東京ドーム）
- 初ホールド：2009年4月29日、対読売ジャイアンツ5回戦（MAZDA Zoom-Zoom スタジアム広島）、7回表に3番手で救援登板、1回無失点

NPB打撃記録
- 初安打・初打点：2008年5月13日、対阪神タイガース6回戦（富山市民球場アルペンスタジアム）、2回裏にスコット・アッチソンから右中間へ2点適時二塁打
- 初本塁打：2008年5月18日、対読売ジャイアンツ9回戦（東京ドーム）、3回表に木佐貫洋から右中間へソロ

その他の記録
- シーズンK/BB9.79：2009年、セ・リーグ記録 ※規定投球回以上[25]
- オールスターゲーム選出：2回 （2008年、2009年）

### 背番号
- 48 （2002年 - 2004年、2010年 - 2012年、2014年 - 2016年）
- 36 （2006年）
- 46 （2007年）
- 11 （2008年 - 2009年）